# Martti Ruutu
Martti Adolf Ruutu (till 1935 Ruuth), född 2 mars 1910 i Helsingfors, död 8 april 2005 i Grankulla, var en finländsk historiker och pedagog.
Ruutu var son till kyrkohistorikern Martti Ruuth. Han var rektor för lärarhögskolan i Helsingfors från 1954, och erhöll professors titel 1962. Han deltog även i skolpolitisk reformarbete.
Som vetenskapsman studerade han 1800-talets idéhistoria och publicerade läromedel.
Han är begravd på Sandudds begravningsplats i Helsingfors.